# Indslag i Casper & Mandrilaftalen
Dette er en liste over indslag i Casper & Mandrilaftalen – et tv-sketchprogram, der blev sendt i 67 afsnit på DR2 i 1999.

## Åbningsindslag

### Advarsel!
I 1. sæson indledes hvert afsnit med en absurd advarselsmeddelelse. Alle advarsler oplæses af Lasse Rimmer med undtagelse af advarslerne i afsnit 20 og afsnit 44, der henholdsvist oplæses af figuren Mand fra Venezuela og Frank Hvam.
| „ | Dette program er en tikkende bombe under naturen. Når programmet ikke virker mere, bliver det fyldt med cadmium! | “ |
|   | — Lasse Rimmer, advarsel i afsnit 48                                                                             |   |

### Mandrilaftale
Efter de første 15 afsnits advarselsmeddelelser følger et indslag, hvori værtsfiguren Casper indgår en absurd aftale med en mandril.

### Vidste du...
I 2. sæson indledes hvert afsnit med en absurd og fiktiv oplysning oplæst af Rimmer. Der er tilknyttet et maleri eller fotografi til hver oplysning. Eksempelvis anvendes Erik Henningsens socialrealistiske oliemaleri Sat ud (1892) i afsnit 64.

## Værtsfiguren Casper
Indslag med værtsfiguren Casper i centrum.

### Brevnyt
Værtsfiguren Casper modtager breve fra seere.

### Den utålmodige seer
Værtsfiguren Casper imiterer "den utålmodige seer".

### Diagrammer og tegninger
Værtsfiguren Casper fremviser diagrammer og tegninger. Eksempler tæller tegninger over skøre opfindelser og Caspers egen version af madpyramiden.

### Mimen til sang
Værtsfiguren Casper mimer til en sang. I programmets tidlige afsnit tog indslaget ofte afsæt i en historie fra de kulørte blade.

### Ses vi?
Værtsfiguren Caspers afslutningsreplik. Den oprindelige replik lyder: "Ses vi? Det tror jeg nok, vi gør!" Replikken muterer i løbet af programserien og bliver tiltagende sort. Dog bygger de forskellige replikker på den oprindelige og rimer desuden nogenlunde på hinanden. En senere variant fra afsnit 45 lyder: "Kedelig? De går i flok, de køer!"

### Thumbs up!
Værtsfiguren Casper giver sarkastisk ros til især medier og mediepersoner. Han vender undervejs tommelfingeren opad for entusiastisk at udbryde "Thumbs up!"

### Verrüchte Tag
Værtsfiguren Casper beretter om sin forfærdelige dag, der altid er som taget ud af et drømmeunivers. Han indleder sine historier med variationer af sætningen "Jeg har bare haft den mest verrüchte Tag i tag."

## Nyhedsindslag
Værtsfiguren Casper oplæser nyheder. De udspringer ofte af aktuelle emner fra virkelighedens verden, men besidder alligevel absurde, fiktive aspekter.

### De Aktuelle Nyheder
Programmets mest hyppige nyhedsindslag, der følger umiddelbart efter den indledende programoversigt. Værtsfiguren Casper

### Brandvarme Nyheder
En håndfuld korte og "brandvarme" nyheder, der oplæses på falderebet i nogle få afsnit.

## Interviews
Værtsfiguren Casper har en eller flere excentriske gæster i studiet.

## OBS
En parodi på Oplysninger til Borgerne om Samfundet.

## Programoversigten
Værtsfiguren Casper oplæser en oversigt over, hvad der skal ske i udsendelsen. Dette sker som oftest et par minutter inde i udsendelsen. Stort set samtlige punkter er nonsens og har ikke noget at gøre med udsendelsens egentlige indhold.

## Reklamer
Korte reklamer for absurde produkter, der ikke findes i virkeligheden.

## Serier

### Bøssefar
Serien omhandler en far og hans tre til fire teenage-sønner. I hvert afsnit stiller faren hverdagslige spørgsmål, til hvilket sønnerne pubertært udbryder, at faren er "bøsset" og "ulækker", hvorefter dåselatter følger. Serien forekommer som en slags farce over sitcom-formatet. Serien består af to afsnit, der vises i afsnit 60 og 61.

### Fucking Hjemstavn
Serien er en parodi på Morten Korch-filmene[kilde mangler] og har stærke erotiske undertoner.

### Guideskolen
Værtsfiguren Casper præsenterer første afsnit som "et klip fra TV 2s nye ungdomsserie. Det er sådan en ungdomsdoku-soap, som hedder Guideskolen, og vi skal følge tre guideskole-elever. Det er Torsten, Nonnie og Jimbo. Og vi kommer ind der, hvor de tre øver sig på deres eksamen i at holde et velkomstmøde." Serien består af fire afsnit, der vises i afsnit 63, 64, 65 og 66.

### Huset på Christianshavn
Serien er en parodi på DRs Huset på Christianshavn.[kilde mangler] Serien består af otte afsnit.

### Sagaen om Bjarne Goldbæk
Fortællingen om figuren Bjarne Goldbæk. Serien er udflydende, da den ikke består af egentlige afsnit, men nærmere kan ses som en samling af de sketches, hvori figuren Bjarne Goldbæk medvirker.

### Sambo fra Saxogade
Serien er en parodi på DRs Sonja fra Saxogade.

### Skøjtearven
En serie bestående af 19 afsnit, der hver har en varighed på omtrent tre sekunder. Efter hvert af seriens afsnit siger værten Casper en variation af citatet "Action-packed, Pee-Wee!"[kilde mangler] fra filmen Pee-wee's Big Adventure (1985).

### Stjernekrigen
Serien er en parodi på Star Wars-filmene.[kilde mangler] Serien består af fire afsnit, der vises i afsnit 21, 22, 23 og 24.

### Storbybasserne
Serien er en parodi på Basserne-tegneserien.[kilde mangler]

### Ungdomsserien Frisbee
Serien er en parodi på ungdomsserier. Den omhandler to venner i puberteten.

## Talentshowet
Et tilbagevendende indslag, der blev vist i fredagsudsendelserne (hvert tredje afsnit). Tre talentfulde deltagere konkurrerer om at vinde "en hat af mug".

## Voxpop
Et indslag, hvor værtsfiguren Casper spørger "helt almindelige danskere" i gadebilledet om et givent emne.